# Pionir Jégcsarnok
A Pionir Jégcsarnok (szerbül: Ledena Dvorana Pionir) egy Belgrádban található jégkorong csarnok, sok más klub mellett a HK Partizan, a KHK Crvena Zvezda és a Szerb jégkorong-válogatott otthona, hivatalos edzés- és mérkőzéshelyszíne. A jégcsarnok a legfiatalabb építmény a Tašmajdan Sport és Szabadidő Központban található komplexumok közül. 1978. április 12-én nyitotta meg kapuit, azóta egyszer, 2001-ben bővítették, így jelenleg 2000 néző befogadására alkalmas.
A csarnok hasznos területe 6000 m², a jégfelület ebből 1800 m². Főként jégkorong és műkorcsolya mérkőzéseknek, illetve versenyeknek ad otthont.

## Rendezvények

### Műkorcsolya[1]
- 2001. szeptember 22–25 – ISU Junior Grand Prix
- 2002. szeptember 12–15 – ISU Junior Grand Prix
- 2008. január 9–12 – 1. Műkorcsolya  Európa Kupa
- 2009. február 11–15 – 2. Műkorcsolya  Európa Kupa
- 2010. január 13–17 – 3. Műkorcsolya Európa Kupa
- 2009. november 20. – 1. Jégvirág Kupa
- 2010 november – 2. Jégvirág Kupa
- 2011. április 17 – 6. Belgrád Trófea
- 2011. január 12–16 – 4. Műkorcsolya  Európa Kupa
- 2011. április 1. – 7. Belgrád Trófea
- 2012. január 10–14 – 5. Műkorcsolya  Európa Kupa

### Jégkorong[2]
- 2001. január 4–08 – 2001-es U20-as divízió III-as világbajnokság
- 2002. január 5–09 – 2002-es U20-as divízió III-as világbajnokság
- 2006. január 16. – 2006-os junior világbajnokság, B-csoport
- 2008. január 16–24 – 2008-as U20-as divízió III-as világbajnokság
- 2013. január 12–18 – 2013-as U20-as divízió III-as világbajnokság, B-csoport
- 2013. március 9–15 – 2013-as U18-as divízió III-as világbajnokság, B-csoport
- 2014. április 9–15 – 2014-es divízió II-es világbajnokság, B-csoport

## Galéria

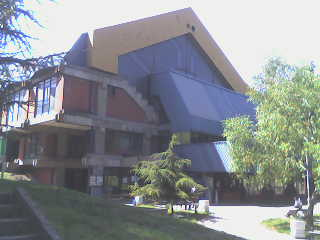
A csarnok kívülről
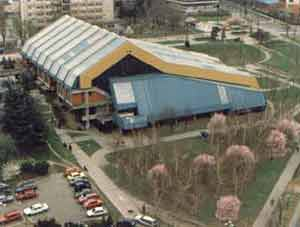
A csarnok madártávlatból
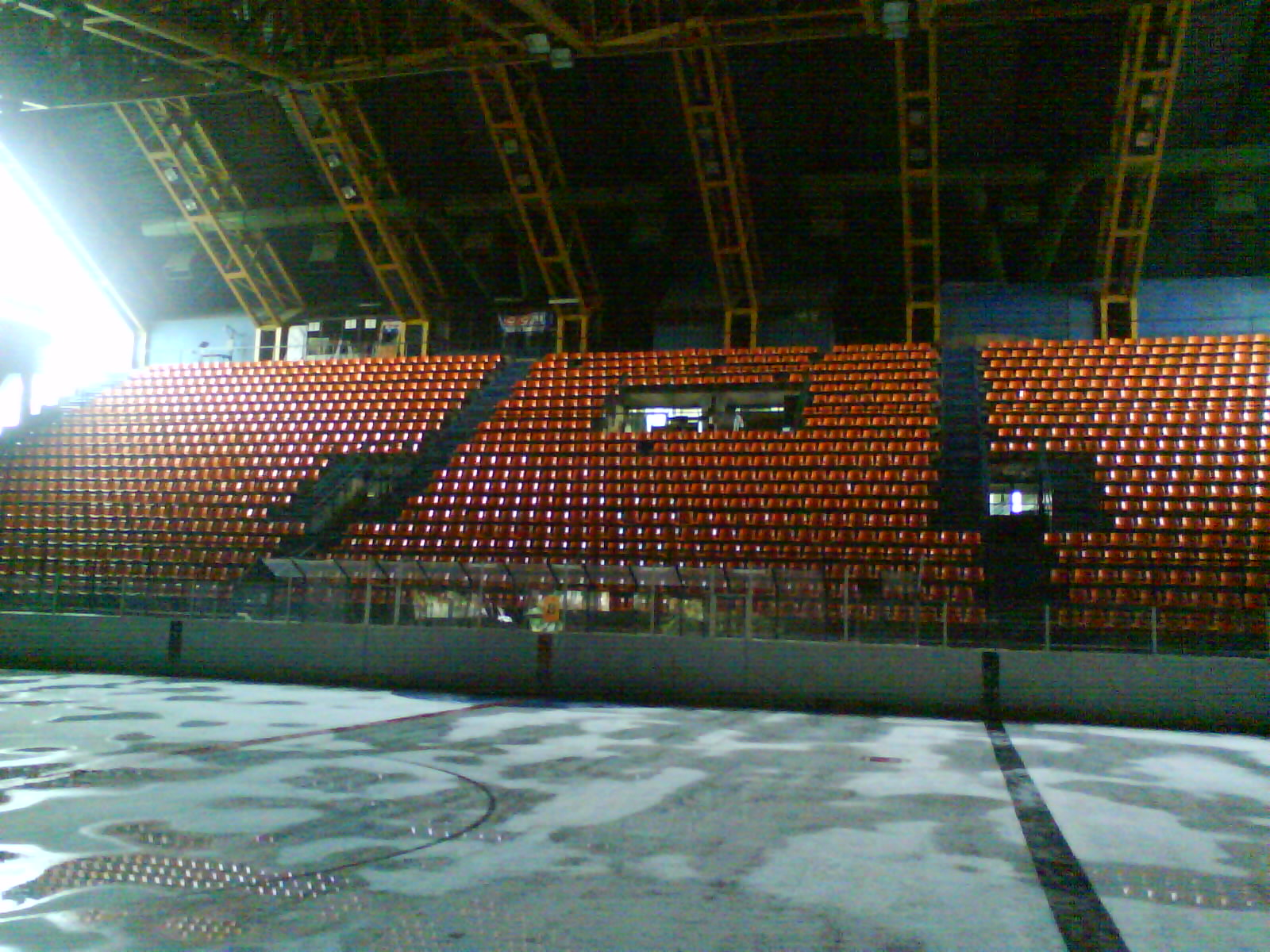
A játéktér jég nélkül
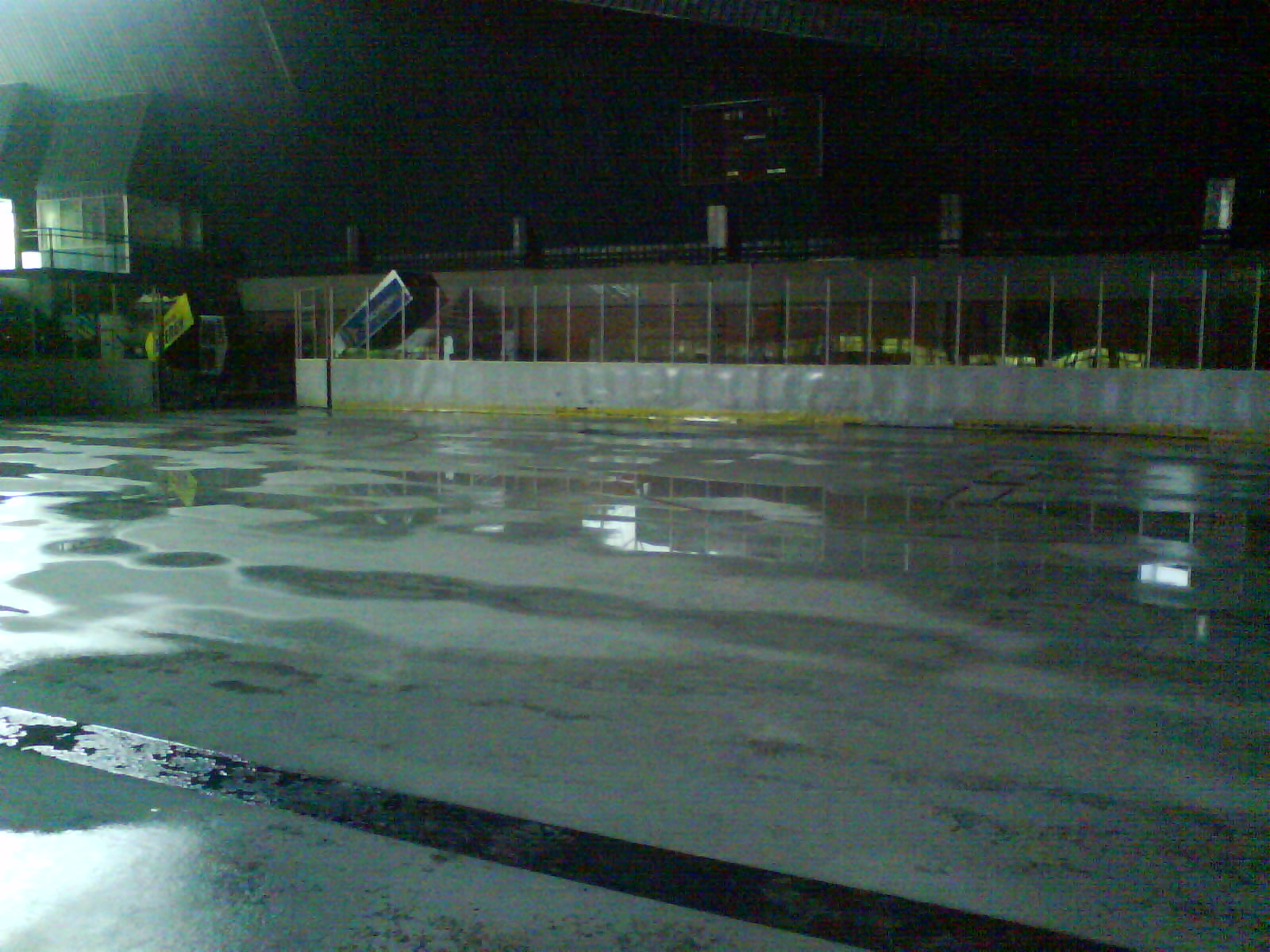
A játéktér jég nélkül - bal oldali lelátó
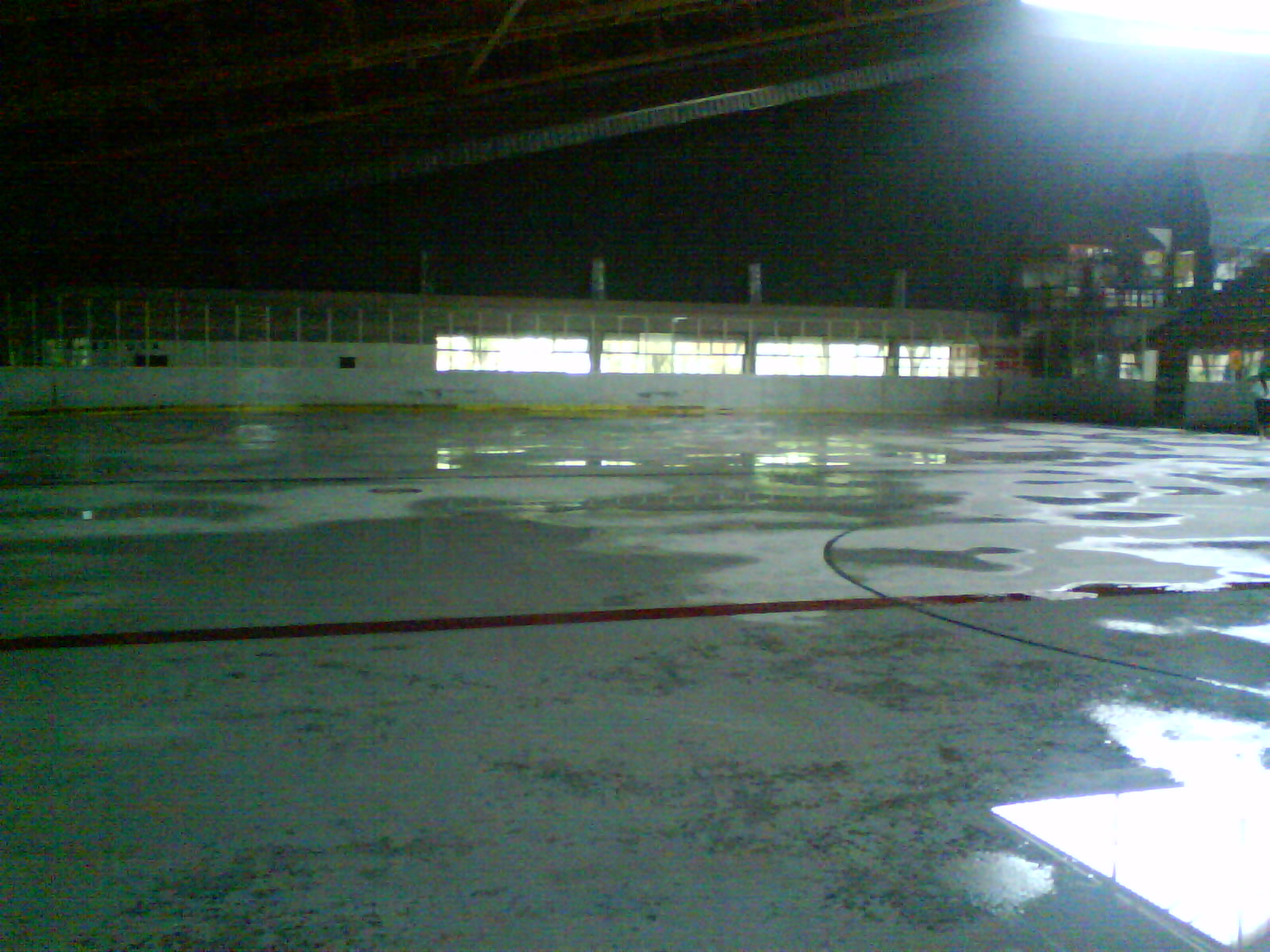
A játéktér jég nélkül - jobb oldali lelátó

## Külső hivatkozások
- Hivatalos honlap
- Az IIHF honlapján
- A Szerb szövetség honlapján